# Pistola Sugiura Shiki
La pistola Sugiura pistol era una arma de mà dissenyada per Japó i produïda per l'estat de Manxukuo (controlat per l'Imperi del Japó) per a dotar les forces d'ocupació.

## Disseny
La pistola utilitzava la munició de .32 ACP (7,65 mm Browning). L'arma era utilitzada mitjançant un sistema de Blow-Back directe amb un martell amagat dintre del cos de l'arma. Estava alimentada per un carregador de 8 bales situat a l'interior de l'empunyadura de l'arma, el qual es podia retirar per a cambiar de carregador o ajudar al manteniment de l'arma. Disposava d'un canó de 107,95 mm o quatre polzades i quart (4 1/4").
L'arma era produïda en un color blavós i les catxes de fusta de l'empunyadura estaven fetes de fusta de nou ennegrida i amb patrons per a poder subjectar la pistola mes fàcilment. El disseny de l'arma estava inspirada en el de la Colt Model 1903, com es pot observar el algunes fotografies de l'arma.
La pistola tenia un abast efectiu d'uns 50 metres amb la seva munició de .32 ACP.
Al llarg del seu període de producció, es van produir aproximadament entre 3.000 i 6.000 unitats, depenent de la font, encara que no se sap el número total segur.
Totes les armes estaven identificades i marcades amb marcatges japonesos al canó, cos i forrellat de l'arma, 
a pesar de ser produïdes en fàbriques a la Xina continental i Manxukuo (incloent fàbriques a la Corea ocupada per Japó).

### Variants
Es va produir una variant de la Pistola que utilitzava la munició japonesa de 6,35 mm Arisaka, per a poder dotar de més munició de forma més fàcil a les tropes que utilitzaven aquesta arma, ja que la munició de pistola oficial de l'Exèrcit Imperial Japonès era la de 8 mm Nambu i la de 6,35 mm estava disponible en quantitats. Al contrari, la munició de 7,65 mm l'havien d'importar a altres països, cosa que, després de 1941, quan Japó va començar la seva política d'aïllament, on va parar d'importar i exportar productes a altres països, per a poder centrar-se en el creixement de la seva indústria (tant civil com de guerra).